# Jack William Miller
Jack William Miller (Indianapolis, Indiana, 25 juni 2003) is een Amerikaans autocoureur. Hij is de zoon van Jack Miller, eveneens een voormalig autocoureur.

## Carrière

### Formule 4
Miller begon zijn autosportcarrière in het Amerikaans Formule 4-kampioenschap, waarin hij voor Miller Vinatieri Leguizamón Motorsports reed. Een vijfde plaats in de seizoensopener op de Homestead-Miami Speedway was zijn beste race-uitslag. Met 23 punten werd hij achttiende in de eindstand.
In 2018 bleef Miller actief in de Amerikaanse Formule 4 voor Miller Vinatieri Motorsports. Hij behaalde slechts twee top 10-finishes, met een zesde plaats op het Pittsburgh International Race Complex als beste resultaat. Met 12 punten werd hij opnieuw achttiende in de eindstand.

### U.S. F2000
In 2019 stapte Miller over naar de U.S. F2000, waarin hij zijn samenwerking met Miller Vinatieri voortzette. Een negende plaats op het Stratencircuit Toronto was zijn beste resultaat. Met 97 punten werd hij zestiende in het kampioenschap.
In 2020 bleef Miller actief in de U.S. F2000. Op de Lucas Oil Raceway behaalde hij zijn eerste podiumplaats, gevolgd door nog een podiumfinish op het binnencircuit van de Indianapolis Motor Speedway. Met 215 punten verbeterde hij zichzelf naar de achtste plaats in het eindklassement.

### Indy / USF Pro 2000 Championship
In 2021 maakte Miller de overstap naar het Indy Pro 2000 Championship, waarin hij opnieuw voor Miller Vinatieri reed. Een vierde plaats op het New Jersey Motorsports Park was zijn beste resultaat, waardoor hij met 203 punten elfde in de eindstand werd.
In 2022 bleef Miller actief in de Indy Pro 2000. Hij behaalde twee pole positions op het binnencircuit van Indianapolis en stond in dit weekend tevens een keer op het podium. Later dat jaar behaalde hij op Road America nog een podiumfinish. Met 251 punten verbeterde hij zichzelf naar de negende plaats in het kampioenschap.
In 2023 veranderde de Indy Pro 2000 van naam naar het USF Pro 2000 Championship, waarin Miller een derde seizoen reed. Hij behaalde een pole position en een podiumplaats op de Lucas Oil Raceway. Ook stond hij dat jaar op de Mid-Ohio Sports Car Course nog op het podium. Met 212 punten werd hij opnieuw negende in het klassement.

### Indy NXT
In 2024 stapt Miller over naar de Indy NXT, waarin hij voor Miller Vinatieri actief blijft.